# Bistum San Marino-Montefeltro
Das Bistum San Marino-Montefeltro (lateinisch Dioecesis Sammarinensis-Feretrana, italienisch Diocesi di San Marino-Montefeltro) ist eine in Italien und San Marino gelegene römisch-katholische Diözese mit Sitz in Pennabilli.

## Geschichte
Im 9. Jahrhundert wurde das Bistum Montefeltro errichtet und dem Erzbistum Ravenna als Suffraganbistum unterstellt. Im Jahre 1154 wurde das Bistum Montefeltro dem Heiligen Stuhl direkt unterstellt.
Am 4. Juni 1563 wurde selbiges dem Erzbistum Urbino als Suffraganbistum unterstellt. Der Bischofssitz wurde am 25. Mai 1572 durch Papst Gregor XIII. mit der Apostolischen Konstitution Aequum reputamus von San Leo nach Pennabilli verlegt. Am 22. Februar 1977 wurde das Bistum Montefeltro in Bistum San Marino-Montefeltro umbenannt und dem Erzbistum Ravenna als Suffraganbistum unterstellt.

## Weblinks

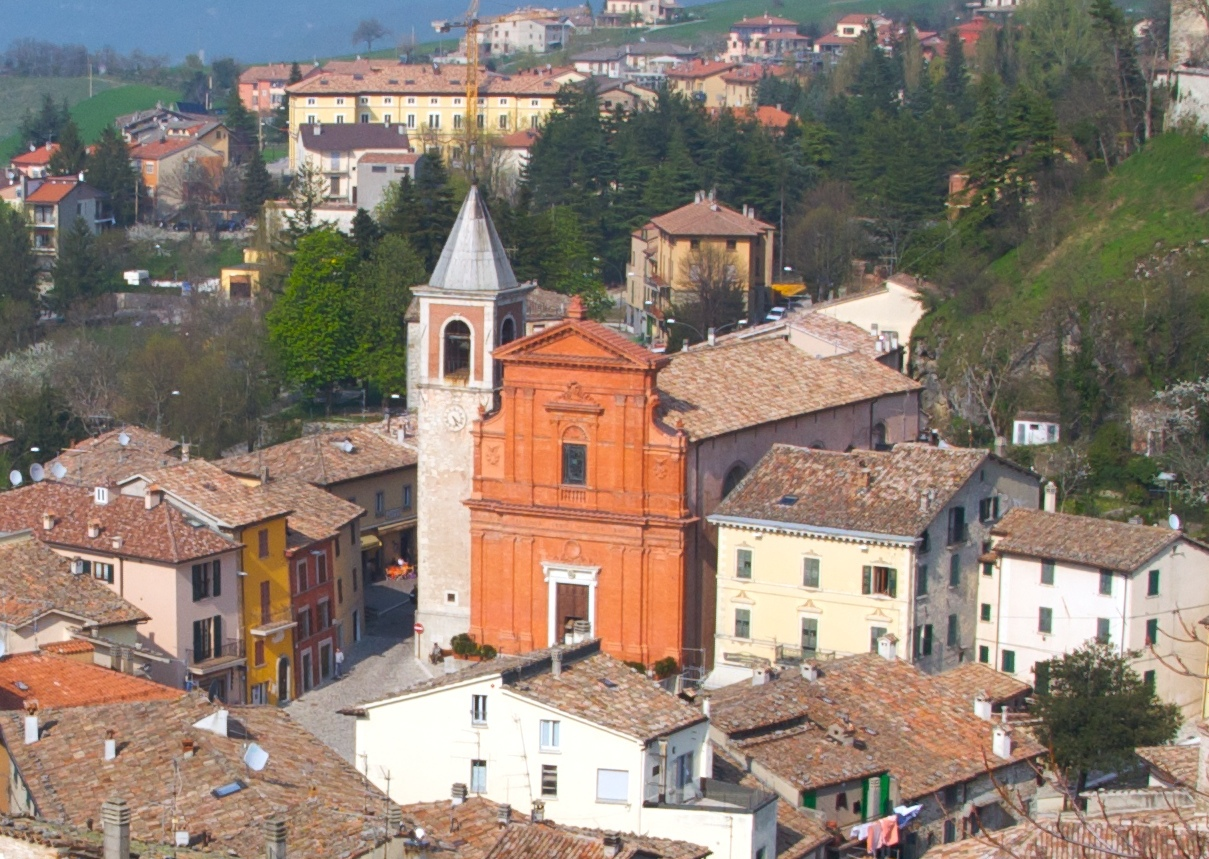
Kathedrale San Bartolomeo in Pennabilli
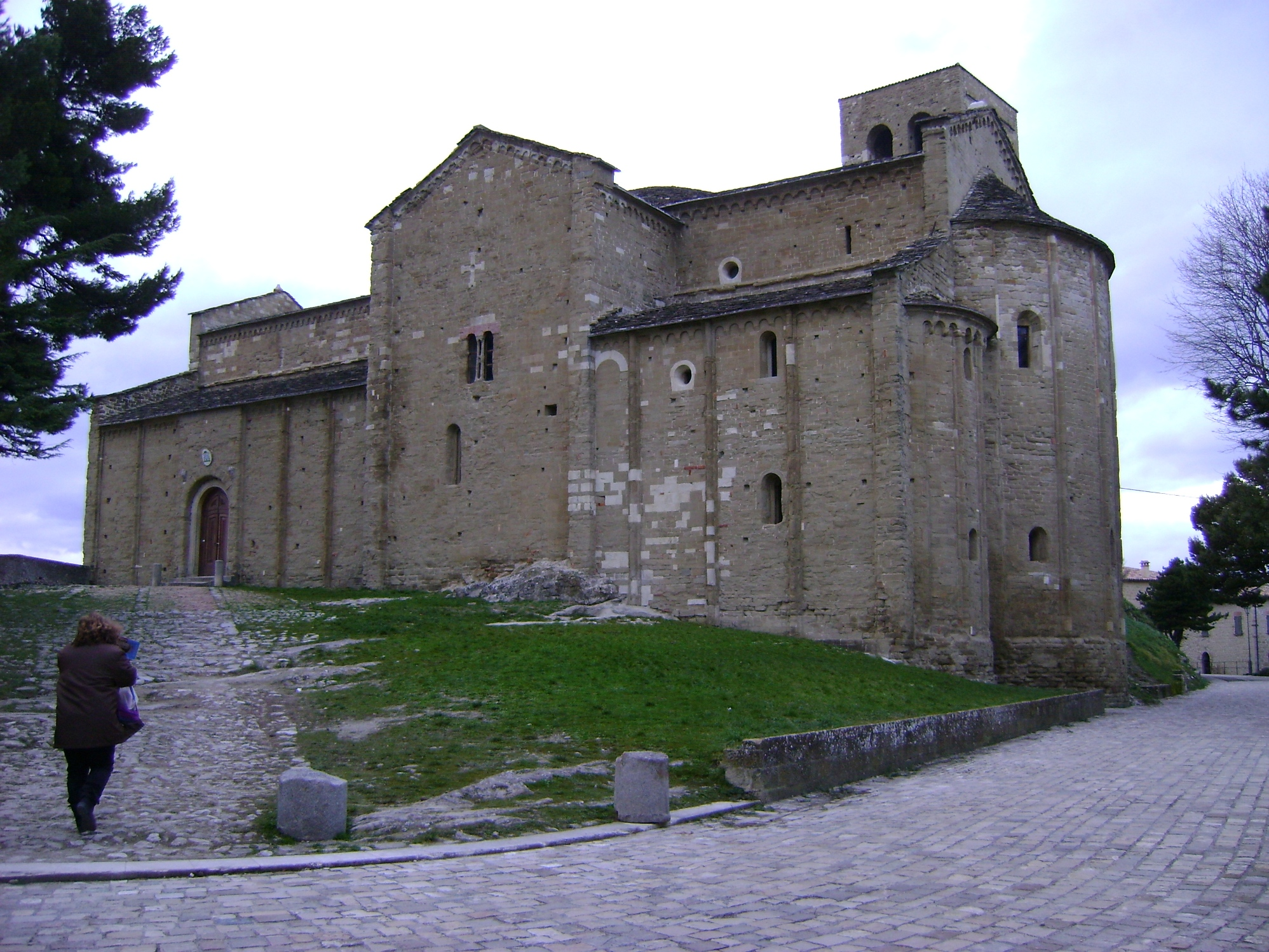
Konkathedrale in San Leo
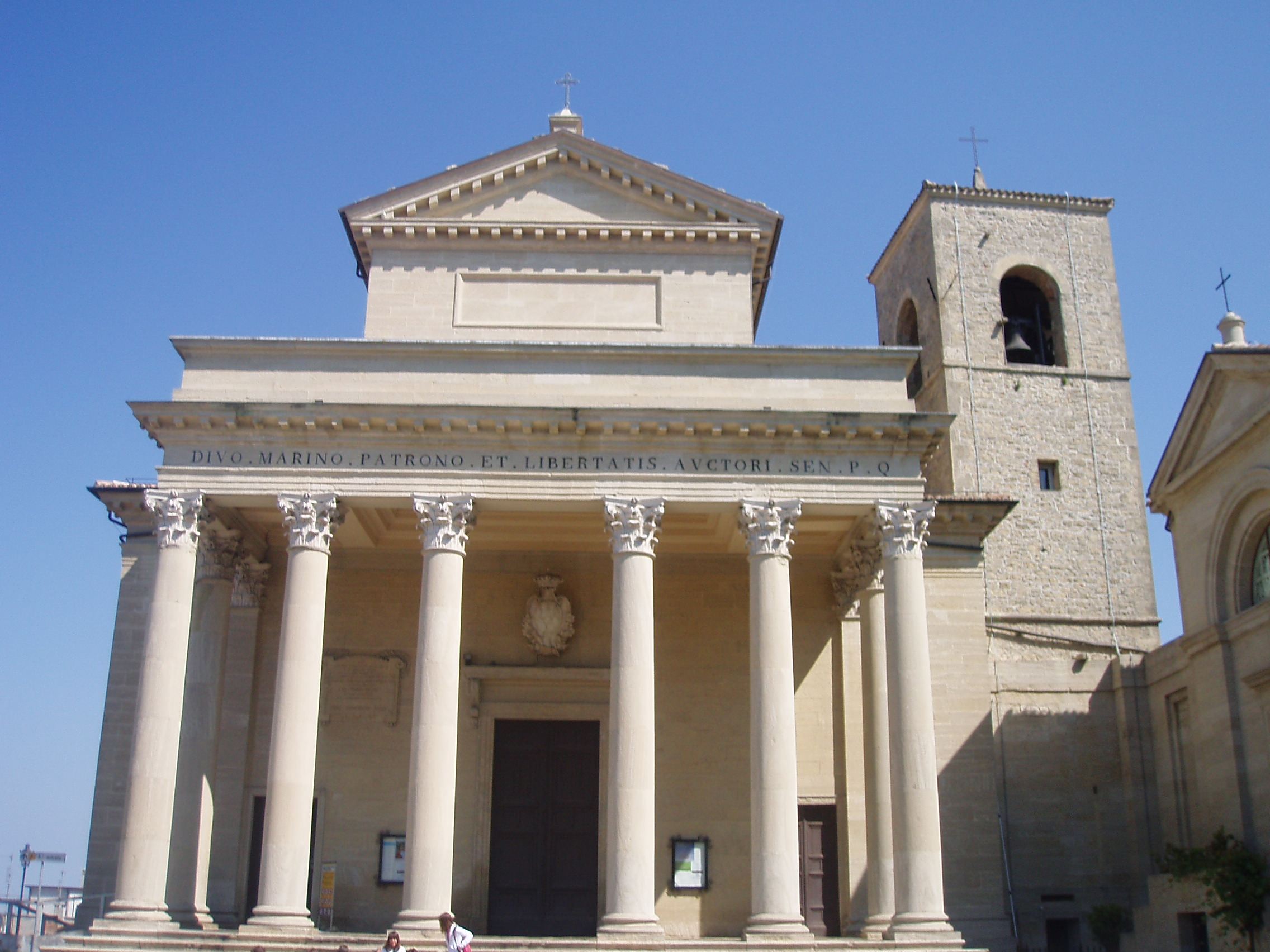
Konkathedrale in San Marino